# Marc (Santa Lucía)
Marc es una localidad de Santa Lucía, que forma parte del distrito de Castries.